# Отогурт
Отогу́рт (рос. Отогурт) — присілок в Глазовському районі Удмуртії, Росія.

## Населення
Населення — 205 осіб (2010; 282 в 2002).
Національний склад станом на 2002 рік:
- удмурти — 75 %

## Урбаноніми[3]
- вулиці — Кірова, Комсомольська, Молодіжна, Набережна